# Houses of the Holy
Houses of the Holy је пети студијски албум енглеске рок групе Лед Зепелин, објављен 28. марта 1973. у издању Atlantic Records.
Албуму је допринело то што су два члана бенда поставила амузичке студије код куће, што им је омогућило да развију софистицираније песме и аранжмане и прошире свој музички стил. Неколико песама су касније постале део ливе сета групе, укључујући „The Song Remains the Same“, „The Rain Song“ и „No Quarter“. Други снимљени материјал, укључујући и насловну нумеру, је одложен и објављен на каснијим албумима Physical Graffiti (1975) и Coda (1982).. Све инструменталне деонице и певање вршили су чланови бенда Роберт Плант (вокал), Џими Пејџ (гитара), Џон Пол Џонс (бас, клавијатуре) и Џон Бонам (бубњеви). Албум је продуцирао Пејџ, а миксовао је Еди Крејмер. Омот је први који је за бенд дизајнирао Хипгносис а заснован је на фотографији снимљеној на пролазу дивова у Северној Ирској.
Иако су критике била помешане, албум је био комерцијално веома успешан и касније је добио дијамантски сертификат од стране Америчког удружења дискографских кућа (RIAA) 1999. за најмање 10 милиона продатих примерака у САД. Године 2020. албум је рангиран на 278. месту на листи „500 најбољих албума свих времена” магазина Rolling Stone.

## Паковање
Ово је био први албум групе који је имао експлицитан наслов, који није био истоветан називу бенда, али као и претходно, ни име бенда ни назив албума нису били одштампани на омоту. Међутим, менаџер Питер Грант је дозволио Atlantic Records-у да дода омот од папира за америчко издање омота који је морао да се сломи или извуче да би се приступило плочи. Прво издање албума на CD-у 1980-их имало је насловне логотипе одштампане на омоту.
Насловна слика заHouses of the Holy инспирисана је романом Артура Ч. Кларка Childhood's End. Насловна страна је колаж неколико фотографија које је направио Обри Пауел из  уметничке групе Хипгносиса на Пролазу дивова, Северна Ирска. Ова локација је изабрана уместо алтернативне локације у Перуу која је такође разматрана.

## Списак песама
А страна
| №  | Назив                       | Трајање |  |
| 1. | The Song Remains the Same   | 5:32    |  |
| 2. | The Rain Song               | 7:39    |  |
| 3. | Over the Hills and Far Away | 4:50    |  |
| 4. | The Crunge                  | 3:17    |  |

Б страна
| №               | Назив           | Трајање |  |
| 1.              | Dancing Days    | 3:43    |  |
| 2.              | D'yer Mak'er    | 4:23    |  |
| 3.              | No Quarter      | 7:00    |  |
| 4.              | The Ocean       | 4:31    |  |
| Укупно трајање: | Укупно трајање: | 40:57   |  |